# Kanton Chambray-lès-Tours
Chambray-lès-Tours is een voormalig kanton van het Franse departement Indre-et-Loire. Het kanton maakte deel uit van het arrondissement Tours. Het werd opgeheven bij decreet van 18 februari 2014 met uitwerking op 22 maart 2015.

## Gemeenten
Het kanton Chambray-lès-Tours omvatte de volgende gemeenten:
- Chambray-lès-Tours (hoofdplaats)
- Cormery
- Esvres
- Saint-Branchs
- Truyes